# El Salto, Huimilpan
El Salto är en ort i Mexiko.   Den ligger i kommunen Huimilpan och delstaten Querétaro Arteaga, i den centrala delen av landet, 160 km nordväst om huvudstaden Mexico City. El Salto ligger 2 270 meter över havet och antalet invånare är 226.
Terrängen runt El Salto är kuperad söderut, men norrut är den platt. Terrängen runt El Salto sluttar norrut. Runt El Salto är det ganska tätbefolkat, med 179 invånare per kvadratkilometer. Närmaste större samhälle är Huimilpan, 1,8 km söder om El Salto. Trakten runt El Salto består till största delen av jordbruksmark.